# Hawkeye Pierce
Benjamin Franklin „Hawkeye“ Pierce je postava z filmu M*A*S*H a seriálu M*A*S*H. Ve filmu byl hrán Donaldem Sutherlandem a v seriálu Alanem Aldou.

## Životopis
Narodil se a vyrůstal v Nové Anglii, ve fiktivním městě Zátoka pláňat (Crabapple Cove) v Maine (v prvních dílech však zmiňuje Vermont). Byl jedináček. Během jeho dětství jeho matka zemřela a on zůstal se svým otcem, který je také lékař. Ve filmu je Hawkeye ženatý a má dítě, v seriálu však je svobodný. Přezdívku Hawkeye, jméno postavy z knihy Poslední mohykán, dostal od svého otce, neboť „to byla jediná kniha, kterou můj otec kdy přečetl“.
Navštěvoval vysokou školu v Androscoggin County. V knize a filmu hrál fotbal na vysoké škole, v seriálu však není atletický typ. Po dokončení lékařského vzdělání byl povolán do Army Medical Department of the U.S. Army a byl poslán do 4077th MASH (Mobile Army Surgical Hospital – Mobilní armádní chirurgická nemocnice) během korejské války.
Na konci války se psychicky zhroutí, když uvidí, jak korejská matka zadusí své dítě, aby severokorejští vojáci nenašli autobus s lékaři a uprchlíky. Je internován v psychiatrické léčebně, kde prodělává terapii s psychologem Sydnyem Friedmanem. Na konec války se však vrací do MASH. Domů se těší, ale těžce nese odloučení od svých přátel v polní nemocnici. S Margaret Houlihan se loučí dlouhým polibkem.
Po válce se vrací do Zátoky pláňat v Maine, kde vykonává soukromou lékařskou praxi. Jeho pozdější působení je popisáno v knihách M*A*S*H aneb jak to bylo dál a M*A*S*H Mania.

## Charakteristika

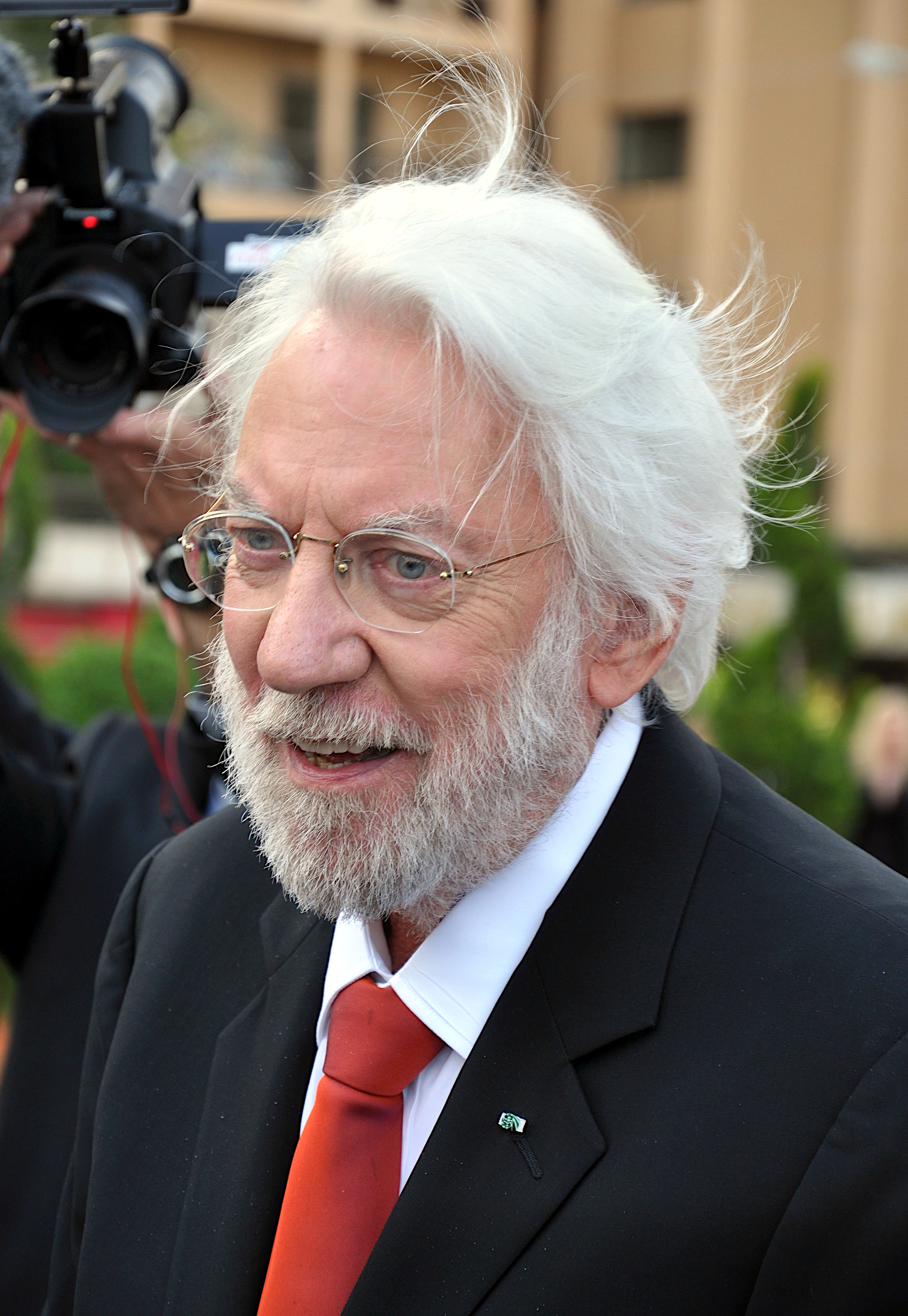
Donald Sutherland, představitel Hawkeyeho ve filmu MASH

Pierce je velmi dobrý lékař, který zachovává chladnou hlavu a k věcem přistupuje s nadhledem, avšak uvědomuje si krutosti války a je často psychicky vyčerpaný. To dokazuje i jeho výrok, že válka je peklo: „Válka je válka a peklo je peklo. Ale z těch dvou je válka mnohem horší. Kdo přijde do pekla? Správně, hříšníci. V pekle nejsou žádné nevinné oběti. Válka je jich plná...“ Na druhou stranu je to však sukničkář a alkoholik (alkoholem často zahání únavu nebo stres z války).
Hawkeye nemá úctu k vojenským věcem, protože mu překáží při jeho práci, léčení lidí. Na své uniformě nemá odznaky hodnosti, nestará se o ni a bere si ji jen ve chvílích, kdy je mu užitečná (např. při snaze dostat lepší zásobování...). Taktéž nemá rád střelné zbraně a při výkonu funkce důstojníka dne odmítá nosit boční zbraň. Když nařídil plukovník Potter, aby si vzal svou pistoli na cestu do druhé nemocnice, při přepadení na silnici raději vypálí z pistole do vzduchu, než aby na útočníky vystřelil. Také trpí klaustrofobií.
Je velmi egoistický (ve finále seriálu o sobě mluví jako o nejlepším chirurgovi v Koreji), avšak občas si uvědomí svou samotu (zejména v porovnání s B. J., na kterého čeká doma rodina).